# 瓦斯拉拉

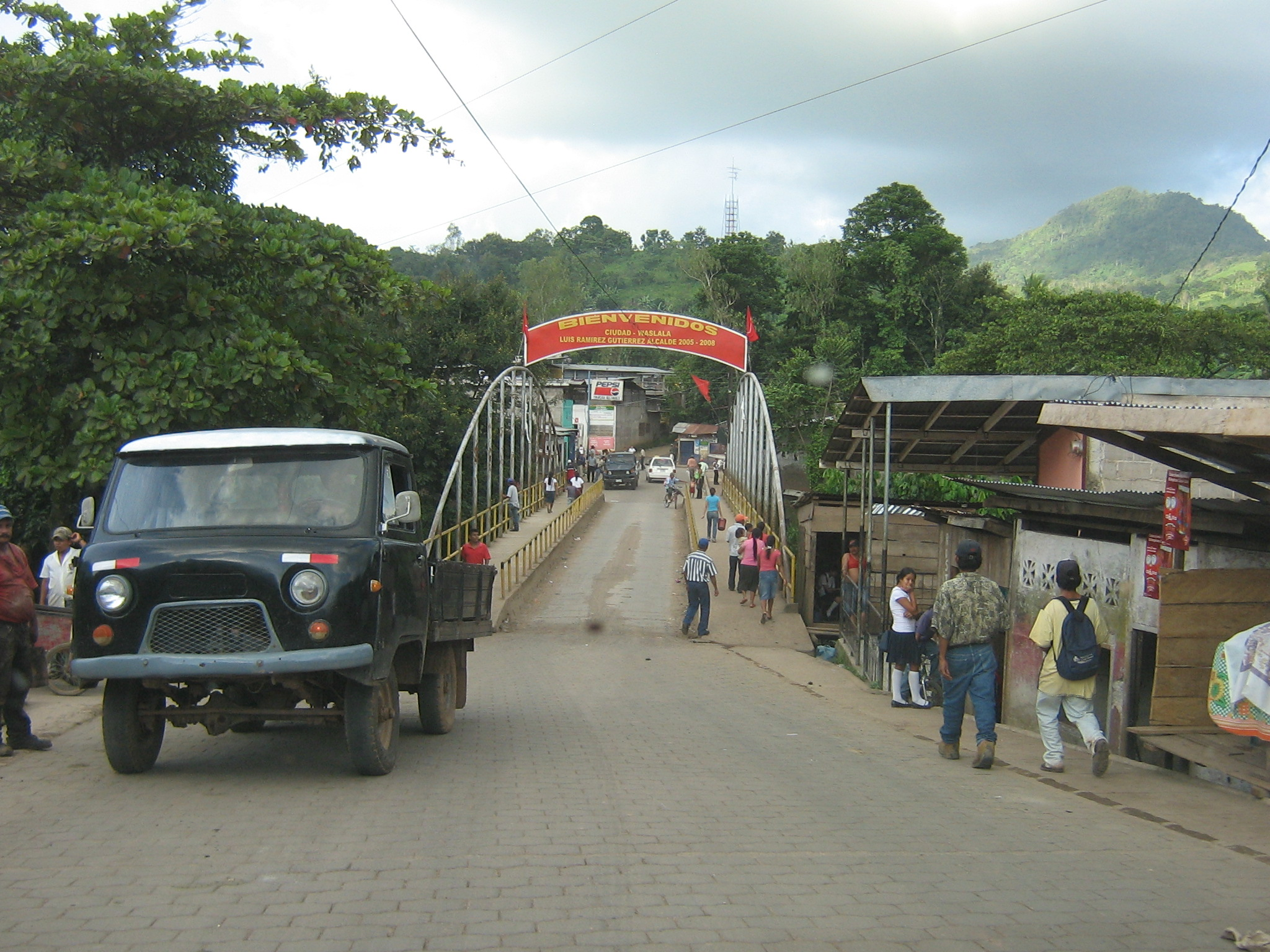
瓦斯拉拉

瓦斯拉拉（西班牙語：Waslala），是尼加拉瓜的城鎮，位於該國東北部，由北大西洋自治區負責管轄，面積1,330平方公里，海拔高度329米，2005年人口49,339，人口密度每平方公里37.1人。